# The Paleface (pel·lícula de 1922)
The Paleface és una pel·lícula de comèdia muda western estatunidenca de dos rodets del 1922 protagonitzada per Buster Keaton.

## Argument
Els estafadors "taurons del petroli" dirigits per un home anomenat Hunt han robat el contracte d'arrendament de la seva terra a una tribu d'indis i els han donat 24 hores per desallotjar-se. Furiós, el cap indi ordena que el primer home blanc que entri al seu campament sigui assassinat. Un col·leccionista de papallones (Keaton) vaga sense voler-ho mentre persegueix una papallona. El lliguen a una estaca i recullen fusta. Quan s'allibera, els guerrers indis els persegueixen. Durant la persecució, troba una mica d'amiant i es confecciona una roba interior ignífuga. Com a resultat, quan l'atrapen i intenten cremar-lo a la foguera, segueix il·lès. Impressionats per això, els indis l'adopten i li donen el títol de "Little Chief Paleface".
Posteriorment lidera la tribu en un enfrontament amb els estafadors. Quan esclata una baralla, el líder dels lladres Hunt fuig. Els indis els persegueixen, amb el Petit Cap Paleface a la rereguarda. Hunt captura l'heroi, l'obliga a canviar de roba i se'n va disfressat. Després d'haver estat gairebé clavat per les fletxes de la seva pròpia tribu, el Petit Cap Paleface troba l'escriptura de la terra a una butxaca. Com a recompensa, tria una bella donzella índia.

## Repartiment
- Buster Keaton com a Little Chief Paleface
- Virginia Fox com a Indian Maiden (sense acreditar)
- Joe Roberts com a Cap indi (sense acreditar)